# Thompson (Familienname)
Thompson ist ein englischer Familienname.

## Herkunft und Bedeutung
Der Name Thompson bedeutet „Sohn des Tom“ (Kurzform von Thomas) und ist damit ein Patronym.

## Varianten
- englisch: Thomson
- schottisch: Tomson
- dänisch, friesisch, niederdeutsch: Thomsen

## Namensträger

### A
- A. B. Thompson (1797–1871), US-amerikanischer Geschäftsmann, General und Politiker
- Aaron Thompson, bürgerlicher Name von Small Hands (* 1982), US-amerikanischer Pornodarsteller
- Abigail Thompson (* 1958), US-amerikanische Mathematikerin
- Adam Thompson (Rugbyspieler) (* 1982), neuseeländischer Rugby-Union-Spieler
- Adam Thompson (Tennisspieler) (* 1982), neuseeländischer Tennisspieler
- Adam Thompson (Fußballspieler) (* 1992), nordirischer Fußballspieler
- Alan Thompson (Politiker) (* 1924), britischer Politiker
- Alan Thompson (Tischtennisspieler), englischer Tischtennisspieler und -trainer
- Alan Thompson (Fußballspieler, 1931) (* 1931), englischer Fußballspieler
- Alan Thompson (Fußballspieler, 1952) (* 1952), englischer Fußballspieler und -trainer
- Alan Thompson (Rugbyspieler) (* 1953), australischer Rugby-League-Spieler
- Alan Thompson (Kanute) (* 1959), neuseeländischer Kanute
- Alan Thompson (Fußballspieler, 1973) (* 1973), englischer Fußballspieler
- Alan J. Thompson (Alan James Thompson),  Neurologe
- Alana Thompson (* 2005), US-amerikanische Schauspielerin, siehe Hier kommt Honey Boo Boo
- Alastair Thompson (* 1944), britischer Sänger (Tenor)
- Albert Thompson (Fußballspieler, 1885) (1885–1956), englischer Fußballspieler
- Albert Thompson (Politiker) (1886–1966), australischer Politiker
- Albert Thompson (Fußballspieler, 1912) (1912–nach 1937), walisischer Fußballspieler
- Albert C. Thompson (1842–1910), US-amerikanischer Politiker
- Alex Thompson, US-amerikanischer Filmregisseur und Drehbuchautor
- Allen Thompson (1847–1906), US-amerikanischer Soldat, siehe Allen und James Thompson
- Almon H. Thompson (1839–1906), US-amerikanischer Geograph
- Alyssa Thompson (* 2004), US-amerikanische Fußballspielerin
- Amen Thompson (* 2003), US-amerikanischer Basketballspieler
- Amie Thompson (* 1996), australische Synchronschwimmerin
- Amy Thompson (* 1994), luxemburgische Fußballspielerin
- Andrea Thompson (* 1960), US-amerikanische Schauspielerin
- Andrew Thompson (Geschäftsmann) (1773?–1810), schottisch-australischer Geschäftsmann und Beamter
- Andrew Thompson (Historiker) (Andrew Stuart Thompson; * 1968), britischer Historiker
- Andrew Thompson (Filmemacher), britischer Regisseur, Produzent und Kameramann
- Andrew Thompson (Rennfahrer, I), britischer Automobilrennfahrer
- Andrew Thompson (Rennfahrer, 1987) (* 1987), australischer Automobilrennfahrer
- Andy Thompson (Politiker) (Andrew Ernest Joseph Thompson; 1924–2016), kanadischer Politiker
- Andy Thompson (Fußballspieler, 1967) (Andrew Richard Thompson; * 1967), englischer Fußballspieler
- Andy Thompson (Fußballspieler, 1977) (Andy Alejandro Thompson León; * 1967), guatemaltekischer Fußballspieler
- Annie Thompson (1845–1913), kanadische Politikergattin
- Anthony Thompson (* 1981), US-amerikanischer Boxer
- Archie Thompson (* 1978), australischer Fußballspieler
- Arie Thompson, US-amerikanische Schauspielerin
- Arthur Thompson (Footballspieler) (1871–1955), australischer Australian-Football-Spieler
- Arthur Thompson (Fußballspieler, 1900) (1900–??), englischer Fußballspieler
- Arthur Thompson (Ringer) (1911–1978), britischer Ringer
- Arthur Thompson (Fußballspieler, 1922) (1922–1996), englischer Fußballspieler
- Arthur Thompson (Sänger) (1942–2004), US-amerikanischer Sänger (Bariton)
- Augustine Thompson (* 1954), US-amerikanischer Ordensgeistlicher und Historiker
- Ausar Thompson (* 2003), US-amerikanischer Basketballspieler

### B
- B. Ray Thompson (1906–1987), US-amerikanischer Unternehmer
- Barbara Thompson (Eiskunstläuferin), britische Eiskunstläuferin
- Barbara Thompson (Musikerin) (1944–2022), britische Jazzmusikerin und Komponistin
- Barnaby Thompson (* 1961), britischer Filmproduzent und -regisseur
- Barton Thompson (1906–1966), US-amerikanischer Filmtechniker
- Beau Thompson (* 1989), kanadischer Biathlet
- Ben Thompson (1843–1884), US-amerikanischer Revolverheld
- Benjamin Thompson (1753–1814), US-amerikanischer Offizier, Politiker, Physiker und Erfinder
- Benjamin Thompson (Politiker) (1798–1852), US-amerikanischer Politiker
- Bennie Thompson (* 1948), US-amerikanischer Politiker
- Bernard Thompson (* 1962), US-amerikanischer Basketballspieler
- Bert Thompson (* 1947), amerikanischer Jazzmusiker und Übersetzer
- Bill Thompson (Fußballspieler, 1899) (1899–1959), englischer Fußballspieler
- Bill Thompson (Rennfahrer) (1906–1945), australischer Automobilrennfahrer
- Bill Thompson (Schauspieler) (1913–1971), US-amerikanischer Schauspieler und Radiosprecher
- Bill Thompson (Fußballspieler, 1916) (1916–1989), englischer Fußballspieler
- Bill Thompson (Fußballspieler, 1921) (1921–1988), schottischer Fußballspieler und -trainer
- Bill Thompson (Politiker, 1937) (* 1937), US-amerikanischer Politiker
- Bill Thompson (Fußballspieler, 1940) (* 1940), englischer Fußballspieler
- Bill Thompson (Politiker, 1949) (* 1949), US-amerikanischer Politiker
- Bill Thompson (Politiker, 1953) (* 1953), US-amerikanischer Politiker
- Bill Thompson (Badminton) (* um 1955), nordirischer Badmintonspieler
- Billy Thompson (Fußballspieler, 1886) (William Thompson; 1886–1933), englischer Fußballspieler
- Billy Thompson (Basketballspieler) (William Stansbury Thompson; * 1963), US-amerikanischer Basketballspieler
- Billy Thompson (Fußballspieler, 1968) (William Thompson; * 1968), US-amerikanischer Fußballspieler
- Billy Thompson (Eishockeyspieler) (* 1982), kanadischer Eishockeytorhüter
- Billy Thompson (Fußballspieler, 1990) (William Aaron Thompson; * 1990), US-amerikanischer Fußballspieler
- Bob Thompson (Fußballspieler, 1876) (Robert Allen Thompson; 1876–1932), englischer Fußballspieler
- Bob Thompson (Fußballspieler, Februar 1890) (Robert Thompson; 1890–1958), englischer Fußballspieler
- Bob Thompson (Fußballspieler, September 1890) (Robert Atkinson Thompson; 1890–1969), englischer Fußballspieler
- Bob Thompson (Fußballspieler, 1909) (Robert Thompson; 1909–??), nordirischer Fußballspieler
- Bob Thompson (Komponist) (Robert Lamar Thompson; 1924–2013), US-amerikanischer Filmkomponist
- Bob Thompson (Maler) (Robert Louis Thompson; 1937–1966), US-amerikanischer Maler
- Bob Thompson (Skilangläufer) (* 1991), kanadischer Skilangläufer
- Bobb’e J. Thompson (* 1996), US-amerikanischer Schauspieler und Rapper
- Brenessa Thompson (* 1996), guyanische Leichtathletin
- Brent Thompson (* 1971), kanadischer Eishockeyspieler und -trainer
- Brett Thompson (* 1990), US-amerikanischer Rugby-Union-Spieler
- Brian Thompson (Fußballspieler, 1938) (1938–2011), englischer Fußballspieler und Unternehmer
- Brian Thompson (Fußballspieler, 1950) (* 1950), englischer Fußballspieler
- Brian Thompson (Fußballspieler, 1952) (George Brian Thompson; * 1952), englischer Fußballspieler
- Brian Thompson (* 1959), US-amerikanischer Schauspieler
- Brian Thompson (Segler) (* 1962), britischer Segler
- Brian Thompson (Manager) (1974–2024), US-amerikanischer Versicherungsmanager
- Brian Thompson (Golfspieler), US-amerikanischer Golfspieler
- Broderick Thompson (* 1994), kanadischer Skirennläufer
- Bronwyn Thompson (Ruderin) (* 1973), australische Ruderin
- Bronwyn Thompson (Leichtathletin) (* 1978), australische Weitspringerin
- Brooks Thompson (1970–2016), US-amerikanischer Basketballspieler und -trainer
- Bruce Alan Thompson (1946–2007), Biologe
- Butch Thompson (1943–2022), US-amerikanischer Jazzmusiker

### C
- C. Jean Thompson (* 1940), neuseeländische Mathematikerin
- Caitlin Thompson (Fechterin) (* 1987), US-amerikanische Fechterin
- Caitlin Thompson (Schauspielerin) (* 1987), US-amerikanische Schauspielerin
- Carl Thompson (* 1964), britischer Boxer
- Carlene Thompson (* 1952), US-amerikanische Schriftstellerin
- Carlos Thompson (1923–1990), argentinischer Schauspieler
- Carmi Thompson (1870–1942), US-amerikanischer Politiker, Offizier und Regierungsbeamter
- Caroline Thompson (* 1956), US-amerikanische Drehbuchautorin
- Carter Thompson (* 2007), australischer Motorradrennfahrer
- Channon Thompson (* 1994), Volleyballspielerin aus Trinidad und Tobago
- Charles Thompson, 1. Baronet (1740–1799), britischer Marineoffizier und Politiker
- Charles Thompson (1918–2016), US-amerikanischer Pianist, Organist und Arrangeur
- Charles Thompson (Leichtathlet) (* 1921), ULeichtathlet aus Guyana
- Charles Coleman Thompson (* 1961), US-amerikanischer Geistlicher, Erzbischof von Indianapolis
- Charles F. Thompson (1882–1954), US-amerikanischer Generalmajor
- Charles Henry Thompson (1870–1931), US-amerikanischer Botaniker und Pilzkundler
- Charles J. Thompson (1862–1932), US-amerikanischer Politiker
- Charles Michael Thompson (* 1951), US-amerikanischer Politiker; siehe Mike Thompson
- Charles Michael Kittridge Thompson IV, bürgerlicher Name von Frank Black (* 1965), US-amerikanischer Musiker
- Charles Perkins Thompson (1827–1894), US-amerikanischer Politiker
- Charles S. Thompson (1908–1994), US-amerikanischer Filmschauspieler und Szenenbildner
- Charles W. Thompson (1867–1950), US-amerikanischer Politiker
- Charles Winston Thompson (1860–1904), US-amerikanischer Politiker
- Charlie Thompson (Fußballspieler) (Charles Maskery Thompson; 1920–1997), englischer Fußballspieler
- Charlie Thompson (Musiker), britischer Musiker
- Charlotte Irene Thompson (* 1987), deutsche Schauspielerin
- Chester Thompson (* 1948), US-amerikanischer Schlagzeuger
- Chester C. Thompson (1893–1971), US-amerikanischer Politiker
- Chris Thompson (* 1948), britischer Sänger
- Chris Thompson (Drehbuchautor) (1952–2015), US-amerikanischer Drehbuchautor und Fernsehproduzent
- Chris Thompson (Schwimmer) (* 1978), US-amerikanischer Schwimmer
- Chris Thompson (Footballspieler) (* 1990), US-amerikanischer American-Football-Spieler
- Christopher Thompson (Astronom) (Chris Thompson; * 1961), kanadischer Astronom und Astrophysiker
- Christopher Thompson (Historiker) (* 1966/1967), britischer Neuzeithistoriker
- Christopher Thompson (Schauspieler) (* 1966), französischer Schauspieler und Drehbuchautor
- Christopher Thompson (Eishockeyspieler) (Chris Thompson; * 1978), kanadischer Eishockeytorwart
- Christopher Thompson (Leichtathlet) (Chris Thompson; * 1981), britischer Langstreckenläufer
- Christy Opara-Thompson (* 1971), nigerianische Sprinterin
- Chuck Thompson (1926–1982), US-amerikanischer Jazzschlagzeuger
- Clara Thompson (1893–1958), US-amerikanische Ärztin, Psychoanalytikerin und Psychotherapeutin
- Clara Mildred Thompson (1881–1975), US-amerikanische Historikerin, Hochschullehrerin und Frauenrechtlerin
- Clark W. Thompson (1896–1981), US-amerikanischer Politiker
- Clay Thompson (* 1992), US-amerikanischer Tennisspieler
- Cliff Thompson (1893–1974), US-amerikanischer Eishockeytrainer
- Cody Thompson (* 1996), US-amerikanischer American-Football-Spieler
- Courtney Thompson (* 1984), US-amerikanische Volleyballspielerin
- Craig Thompson (Footballspieler) (* 1969), US-amerikanischer American-Football-Spieler
- Craig Thompson (Comiczeichner) (* 1975), US-amerikanischer Comiczeichner
- Craig Thompson (Fußballspieler) (* 1986), US-amerikanischer Fußballspieler
- Craig Thompson (Skeletonpilot) (* 1992), britischer Skeletonpilot
- Craig B. Thompson (* 1953), US-amerikanischer Immunologe, Onkologe und Krebsforscher
- Curtis Thompson (* 1996), US-amerikanischer Speerwerfer
- Cynthia Thompson (1922–2019), jamaikanische Sprinterin
- Cyrus Thompson (1855–1930), US-amerikanischer Politiker (Populist Party, Republikanische Partei)

### D
- Daley Thompson (* 1958), britischer Zehnkämpfer
- Daniel Thompson (Dichter) (1935–2004), US-amerikanischer Dichter
- Daniel Thompson (Erfinder) (1921–2015), kanadisch-amerikanischer Erfinder
- Daniel Pierce Thompson (1795–1868), US-amerikanischer Politiker, Schriftsteller und Richter
- Danièle Thompson (* 1942), französische Drehbuchautorin und Regisseurin
- Danny Thompson (Musiker) (* 1939), britischer Kontrabassist
- Danny Thompson (Baseballspieler) (1947–1976), US-amerikanischer Baseballspieler
- Danny Thompson (Rennfahrer) (* 1948), US-amerikanischer Rennfahrer
- Danny Ray Thompson (1947–2020), US-amerikanischer Jazzmusiker
- D’Arcy Wentworth Thompson (1860–1948), britischer Mathematiker und Biologe
- Darrell Thompson (* 1967), US-amerikanischer American-Football-Spieler
- Darryl Thompson (1955–2014), US-amerikanischer Gitarrist
- Dave Thompson (Schauspieler) (* 1957), britischer Schauspieler, Komiker und Autor
- Dave Thompson (Journalist) (David Gareth Thompson; * 1960), US-amerikanischer Musikjournalist und Autor

- David Thompson (Kartograf) (1770–1857), kanadischer Kartograf und Pelzhändler
- David Thompson (Schauspieler) (1931–2016), US-amerikanischer Schauspieler
- David Thompson (Ingenieur) (* um 1939), US-amerikanischer Elektroingenieur
- David Thompson (Politiker, 1949) (* 1949), schottischer Politiker
- David Thompson (Basketballspieler) (* 1954), US-amerikanischer Basketballspieler
- David Thompson (Pflegewissenschaftler) (* 1955), britischer Pflegewissenschaftler
- David Thompson (Politiker, 1961) (1961–2010), barbadischer Politiker
- David Thompson (Maler) (* 1963), britischer Maler
- David Thompson (Snookerspieler), englischer Snookerspieler
- David Thompson (Autor), US-amerikanischer Dramatiker und Librettist
- David Thompson (Fußballspieler) (* 1977), englischer Fußballspieler
- David Thompson (Rugbyspieler) (* 1978), australischer Rugby-League-Spieler
- David Thompson (Musiker), US-amerikanischer Jazzpianist
- David Thompson (Triathlet), US-amerikanischer Triathlet
- David Bernard Thompson (1923–2013), US-amerikanischer Geistlicher, Bischof von Charleston
- David Dean Thompson (* 1961), US-amerikanischer General außer Dienst
- David Gareth Thompson (* 1963), US-amerikanischer Musikjournalist und Autor, siehe Dave Thompson (Journalist)
- David Lee Thompson (* 1951), US-amerikanischer Bildhauer, Assemblage-Künstler und Dichter
- David P. Thompson (1834–1901), US-amerikanischer Politiker
- Dawn Marie Thompson (* 1976), US-amerikanische Pornodarstellerin, bekannt auch unter ihrem Künstlernamen Alana Evans
- Delroy Thompson († 2015), US-amerikanischer Toningenieur und Musikproduzent
- Dennis Thompson (1948–2024), US-amerikanischer Schlagzeuger
- Deon Thompson (* 1988), US-amerikanischer Basketballspieler
- Derek Thompson (Schauspieler) (* 1948), britischer Schauspieler
- Derek Thompson (Journalist) (* 1986), US-amerikanischer Journalist und Buchautor
- Diana Pullein-Thompson (1924/1925–2015), britische Schriftstellerin
- Dick Thompson (1920–2014), US-amerikanischer Automobilrennfahrer
- Dickie Thompson (1917–2007), US-amerikanischer Gitarrist
- Dijon Thompson (* 1983), US-amerikanischer Basketballspieler
- Don Thompson (Baseballspieler) (1923–2009), US-amerikanischer Baseballspieler
- Don Thompson (Saxophonist) (1932–2004), kanadischer Jazzmusiker
- Don Thompson (Leichtathlet) (1933–2006), britischer Leichtathlet
- Don Thompson (Bassist) (* 1940), kanadischer Jazzmusiker
- Don Thompson (Manager) (* 1963), US-amerikanischer Manager
- Don Thompson (Schauspieler), kanadischer Schauspieler
- Dorothy Thompson (1893–1961), amerikanische Schriftstellerin und Journalistin
- Dorothy Thompson (Historikerin) (1923–2011), britische Historikerin
- Dorothy Burr Thompson (1900–2001), amerikanische Archäologin
- Duane Thompson (1903–1970), US-amerikanische Schauspielerin
- Dudley Thompson (1917–2012), jamaikanischer Politiker und Diplomat

### E
- E. V. Thompson (1931–2012), britischer Schriftsteller
- Ed Thompson (1944–2011), US-amerikanischer Politiker
- Eddie Thompson (1925–1986), britischer Jazz-Pianist
- Edith Thompson (1893–1923), wegen Beihilfe zum Mord hingerichtete Britin
- Edward Thompson (Ingenieur) (1881–1954), britischer Eisenbahn-Konstrukteur
- Edward Thompson (Regisseur)
- Edward A. Thompson (1914–1994), irischer Althistoriker
- Edward Herbert Thompson (1857–1935), US-amerikanischer Archäologe und Diplomat
- Edward Maunde Thompson (1840–1929), britischer Bibliothekar und Paläograf
- Edward P. Thompson (1924–1993), britischer Historiker und politischer Aktivist
- Elaine Thompson-Herah (* 1992), jamaikanische Sprinterin
- Eli Thompson (1973–2009), US-amerikanischer Fallschirm- und Objektspringer
- Eliza Thompson (1816–1905), US-amerikanische Aktivistin der Abstinenzbewegung
- Elizabeth Thompson (1846–1933), britische Malerin
- Elizabeth A. Thompson (* 1949), britisch-amerikanische Statistikerin und Hochschullehrerin
- Ellen Mosley-Thompson (* 1952), US-amerikanische Geographin und Paläoklimatologin
- Eloise Bibb Thompson (1878–1928), amerikanische Pädagogin, Dramatikerin, Dichterin und Journalistin
- Emma Thompson (* 1959), britische Schauspielerin
- Enrique Thompson (1897–1928), argentinischer Leichtathlet
- Eric Thompson (Archäologe) (1898–1975), britischer Archäologe und Anthropologe
- Eric Thompson (Radsportler) (1927–1996), britischer Radrennfahrer
- Eric Thompson (Rennfahrer) (1919–2015), britischer Rennfahrer
- Eric Thompson (Schauspieler) (1929–1982), britischer Schauspieler
- Erin L. Thompson, US-amerikanische Juristin und Kunsthistorikerin
- Ernest Thompson (Musiker) (1892–1961), US-amerikanischer Musiker
- Ernest Victor Thompson (1931–2012), britischer Schriftsteller, siehe E. V. Thompson
- Ernest Thompson (Filmemacher) (* 1949), US-amerikanischer Schauspieler, Regisseur und Drehbuchautor
- Ernest Geoffrey Thompson (auch Geoff Thompson), englischer Snookerspieler
- Evan Thompson (* 1962), kanadischer Philosoph und Hochschullehrer

### F
- F. Thomas Thompson (vor 1920–nach 1943), US-amerikanischer Art Director
- Fletcher Thompson (1925–2022), US-amerikanischer Politiker
- Flora Thompson (1876–1947), britische Dichterin
- Florence Owens Thompson (1903–1983), US-amerikanische Wanderarbeiterin
- Florence Shoemaker Thompson (1892–1961), US-Amerikanerin im Amt eines Sheriffs
- Fountain L. Thompson (1854–1942), US-amerikanischer Politiker
- Frederic Thompson (1873–1919), US-amerikanischer Architekt, Ingenieur, Erfinder und Schausteller
- Francis Thompson (1859–1907), britischer Dichter
- Francis Thompson (Regisseur) (1908–2003), US-amerikanischer Filmregisseur, Filmproduzent und Drehbuchautor
- Francisco Thompson-Flôres, brasilianischer Diplomat und stellvertretender Generaldirektor der Welthandelsorganisation
- Frank Thompson (1918–1989), US-amerikanischer Politiker
- Fred Thompson (1942–2015), US-amerikanischer Schauspieler und Politiker
- Fred G. Thompson (1934–2016), US-amerikanischer Zoologe
- Freda Thompson (1906–1980), australische Flugpionierin
- Frederick Thompson (1908–1971), neuseeländischer Ruderer
- Fredy Thompson (* 1982), guatemaltekischer Fußballspieler

### G
- G. David Thompson (George David Thompson; 1899–1965), US-amerikanischer Industrieller, Kunstsammler und -mäzen
- G. R. Thompson (Gary Richard Thompson; * 1937), US-amerikanischer Literaturwissenschaftler
- Gabriel Thompson (1861–1935), britischer Maler und Illustrator
- Garry Thompson (Fußballspieler, 1959) (* 1959), englischer Fußballspieler und -trainer
- Garry Thompson (Dartspieler) (* 1965), englischer Dartspieler
- Garry Thompson (Fußballspieler, 1980) (* 1980), englischer Fußballspieler
- Gary Thompson (Rennfahrer) (* 1992), irischer Rennfahrer
- Gary Richard Thompson (* 1937), US-amerikanischer Literaturwissenschaftler, siehe G. R. Thompson
- Gary Scott Thompson (* 1959), US-amerikanischer Film- und Fernsehproduzent
- Gail Thompson (* 1958), britische Jazzmusikerin
- Gay Thompson (* 1948), australische Politikerin
- Geoff Thompson (Fußballfunktionär) (* 1945), englischer Fußballfunktionär
- Geoff Thompson (Karateka), britischer Karateka
- Geoff Thompson (Autor) (* 1960), britischer Autor
- Geoffrey Thompson (General) (1905–1983), britischer General
- Geoffrey Thompson (1929–2025), britischer anglikanischer Bischof
- Geoffrey Thompson (Politiker) (* 1940), neuseeländischer Politiker
- George Thompson (Forschungsreisender) († 1619), britischer Forschungsreisender
- George Thompson (Geistlicher) (1750/1751–1823), britischer Geistlicher
- George Thompson (Ingenieur) (1839–1876), britischer Ingenieur und Militär
- George Thompson (Cricketspieler) (George Joseph Thompson; 1877–1943), britischer Cricketspieler
- George Thomson (Fußballspieler, 1926) (1926–2004), englischer Fußballspieler
- George Thomson (Fußballspieler, 1936) (1936–2007), schottischer Fußballspieler
- George A. Thompson (George Albert Thompson; 1919–2017), US-amerikanischer Geologe und Geophysiker
- George Albert Thompson (Maler) (1868–1938), US-amerikanischer Maler
- George W. Thompson (George Western Thompson; 1806–1888), US-amerikanischer Politiker
- Georgia Thompson, US-amerikanische Schauspielerin und Stuntfrau
- Gertrude Caton-Thompson (1888–1985), britische Prähistorikerin
- Gilbert Thompson (1849–1903), US-amerikanischer Topograph
- Glenn Thompson (* 1959), US-amerikanischer Politiker
- Greg Thompson (* 1956), australischer anglikanischer Bischof

### H
- H. Keith Thompson (1922–2002), US-amerikanischer Rechtsextremist und Autor
- H'Cone Thompson (* 1981), bahamaischer Tennisspieler
- Hank Thompson (1925–2007), US-amerikanischer Country-Musiker
- Hanna Thompson (* 1983), US-amerikanische Fechterin
- Harold Theodore Thompson (1878–1935), britischer Neurologe
- Harold Warris Thompson (1908–1983), britischer Chemiker
- Harry Thompson (1960–2005), britischer Autor und Produzent
- Harry Langhorne Thompson (1857–1902), britischer Kolonialbeamter
- Hayden Thompson (* 1938), US-amerikanischer Musiker
- Hedge Thompson (1780–1828), US-amerikanischer Politiker
- Henry Thompson (1820–1904), britischer Urologe
- Henry Joseph Thompson (* 1921), US-amerikanischer Botaniker
- Hewlett Thompson (1929–2025), britischer Theologe, Bischof von Exeter
- Homer A. Thompson (1906–2000), US-amerikanischer Klassischer Archäologe kanadischer Herkunft
- Howard Thompson (1919–2002), US-amerikanischer Journalist und Filmkritiker
- Hugh Thompson (amerikanischer Schauspieler) (auch Hugh E. Thompson, Hugh R. Thompson; 1887–??), amerikanischer Schauspieler
- Hugh Thompson (kanadischer Schauspieler), kanadischer Schauspieler
- Hugh Thompson (Illustrator) (1860–1920), irischer Zeichner und Illustrator
- Hugh Thompson (Leichtathlet) (1914–1942), kanadischer Leichtathlet
- Hugh Thompson (Tenor) (1915–2006), US-amerikanischer Operntenor
- Hugh Thompson junior (1943–2006), US-amerikanischer Hubschrauberpilot
- Hugh Smith Thompson (1836–1904), US-amerikanischer Politiker (South Carolina)
- Hunter S. Thompson (1937–2005), US-amerikanischer Schriftsteller und Journalist

### I
- Ian Thompson (Schauspieler) (* 1939), britischer Schauspieler
- Ian Thompson (Marathonläufer) (* 1949), britischer Marathonläufer
- Ian Thompson (Schachspieler) (* 1961), englischer Fernschachspieler
- Ian Thompson (Hochspringer) (1968–1999), bahamaischer Hochspringer
- Inga Thompson (* 1964), US-amerikanische Radrennfahrerin
- Isaiah J. Thompson (* 1997), US-amerikanischer Jazzmusiker

### J
- J. Lee Thompson (1914–2002), britischer Filmregisseur
- Jack Thompson (Boxer) (1904–1946), US-amerikanischer Boxer
- Jack Thompson (Schauspieler) (* 1940), australischer Schauspieler
- Jack Thompson (Anwalt) (* 1951), US-amerikanischer Anwalt
- Jack Thompson (Footballspieler) (* 1956), US-amerikanischer American-Football-Spieler
- Jack Thompson (Eishockeyspieler) (* 2002), kanadischer Eishockeyspieler
- Jacob Thompson (1810–1885), US-amerikanischer Politiker
- James Thompson (Jurist) (1806–1874), US-amerikanischer Jurist und Politiker
- James Thompson (Tischtennisspieler) (1899–??), englischer Tischtennisspieler
- James Thompson (Schwimmer) (1906–1966), kanadischer Schwimmer
- James Thompson (Musiker) (* 1949), US-amerikanischer Trompeter und Hochschullehrer
- James Thompson (Rennfahrer) (* 1974), britischer Automobilrennfahrer
- James Thompson (Kampfsportler) (* 1978), englischer Mixed-Martial-Arts-Kämpfer
- James Thompson (Ruderer) (* 1986), südafrikanischer Ruderer
- James Thompson (Dartspieler), englischer Dartspieler
- James Burleigh Thompson (1921–2011), US-amerikanischer Geologe und Mineraloge
- James E. Thompson junior (1935–2017), US-amerikanischer Offizier, Generalleutnant der US-Army
- James Edward Thompson (1917–2007), US-amerikanischer Musiker; siehe Dickie Thompson
- James Granville Thompson (1849–1921), US-amerikanischer Soldat, siehe Allen und James Thompson
- James Matthew Thompson (1878–1956), britischer Geistlicher der Church of England und Historiker
- James R. Thompson (1936–2020), US-amerikanischer Politiker
- James R. Thompson (Raumfahrtfunktionär) (1936–2017), US-amerikanischer Raumfahrtfunktionär
- James R. Thompson (Statistiker) (1938–2017), US-amerikanischer Statistiker
- Janet Thompson (* 1956), britische Eiskunstläuferin
- Janice Meyer Thompson (* im 20. Jahrhundert), US-amerikanische Pianistin und Musikpädagogin
- Janine Thompson (* 1967), australische Tennisspielerin
- Janna Thompson (1942–2022), australische Philosophin
- Jasmine Thompson (* 2000), britische Sängerin
- Jason Thompson (Autor) (* 1974), US-amerikanischer Comiczeichner und -journalist
- Jason Thompson (Schauspieler) (* 1976), kanadischer Schauspieler
- Jason Thompson (Fußballspieler) (* 1981), US-amerikanischer Fußballspieler
- Jason Thompson (Basketballspieler) (* 1986), US-amerikanischer Basketballspieler
- Jason Thompson (Eiskunstläufer) (* 1989), britischer Eiskunstläufer
- Jean Thompson (1910–1976), kanadische Leichtathletin
- Jeff Thompson, US-amerikanischer Schauspieler
- Jeter Thompson (1930–2017), US-amerikanischer Jazzmusiker
- Jenna Thompson (* 1988), kanadische Springreiterin
- Jennifer Thompson (* 1938), neuseeländische Diskuswerferin und Kugelstoßerin
- Jenny Thompson (* 1973), US-amerikanische Schwimmerin
- Jerald Thompson (1923–2021), US-amerikanischer Leichtathlet
- Jerrol Thompson, vincentischer Politiker
- Jerry Thompson (Fußballspieler) (1995–2019), nordirischer Fußballspieler
- Jerry Thompson (Rennfahrer), US-amerikanischer Rennfahrer
- Jill Thompson (* 1966), US-amerikanische Comic-Autorin und Illustratorin
- Jill Long Thompson (* 1952), US-amerikanische Politikerin
- Jim Thompson (Segler) (James Harrison Wilson Thompson; 1906–1967), US-amerikanischer Segler
- Jim Thompson (Autor) (James Myers Thompson; 1906–1977), US-amerikanischer Schriftsteller
- Jim Thompson (Designer) (James H. W. Thompson; 1906–nach 1967), US-amerikanischer Designer und Unternehmer
- Jim Thompson (1921–2011), US-amerikanischer Geologe und Mineraloge, siehe James Burleigh Thompson
- Jim Thompson (Bischof) (James Lawton Thompson; 1936–2003), britischer Geistlicher, Bischof von Bath und Wells
- Joanne Thompson (Politikerin) (* 1960), kanadische Politikerin
- Joanne Thompson (Sportlerin) (* 1965), britische Hockeyspielerin
- Jody Thompson (Schauspielerin) (* 1976), kanadische Schauspielerin
- Jody Thompson (Schauspieler), Schauspieler
- Joel Thompson (1760–1843), US-amerikanischer Politiker
- John Thompson (Ingenieur), britischer Ingenieur, Mitgründer der Smeatonian Society of Civil Engineers
- John Thompson (Politiker, 1749) (1749–1823), US-amerikanischer Politiker (New York)
- John Thompson (Politiker, 1809) (1809–1890), US-amerikanischer Politiker (New York)
- John Thompson (Politiker, 1845) (1845–1894), kanadischer Politiker
- John Thompson (Politiker, 1852) (1852–1919), US-amerikanischer Politiker (Tennessee)
- John Thompson (Fußballspieler, 1909) (1909–1985), englischer Fußballspieler
- John Thompson (Herausgeber) (* 1940), australischer Herausgeber und Autor
- John Thompson (Basketballtrainer) (1941–2020), US-amerikanischer Basketballspieler und -trainer
- John Thompson (Pornoproduzent) (Raymond Louis Bacharach; * 1945), deutscher Pornofilmproduzent, -regisseur und -autor
- John Thompson (Filmproduzent), US-amerikanischer Filmproduzent
- John Thompson (Footballfunktionär), US-amerikanischer Footballfunktionär
- John Thompson (Justizopfer) (1962–2017), US-amerikanisches Justizopfer, unschuldig zum Tode Verurteilter
- John Thompson (Fußballspieler, 1981) (* 1981), irischer Fußballspieler
- John Burton Thompson (1810–1874), US-amerikanischer Politiker
- John Douglas Thompson (* 1964), englisch-amerikanischer Schauspieler
- John Edward Thompson (1882–1945), US-amerikanischer Künstler und Kunstpädagoge
- John Eric Sidney Thompson, (1898–1975), britischer Anthropologe, siehe Eric Thompson (Archäologe)
- John Garcia-Thompson (* 1979), spanisch-britischer Beachvolleyballspieler
- John Griggs Thompson (* 1932), US-amerikanischer Mathematiker
- John H. Thompson, US-amerikanischer Politiker
- John L. Cloudsley-Thompson (1921–2013), britischer Zoologe und Hochschullehrer
- John McCandless Thompson (1829–1903), US-amerikanischer Politiker
- John N. Thompson (* 1951), US-amerikanischer Biologe
- John P. Thompson (1857–1940), Erfinder des Kreuzschlitz-Schraubenkopfs
- John Reuben Thompson  (1823–1873), US-amerikanischer Dichter, Journalist, Herausgeber und Verleger
- John T. Thompson (1860–1940), US-amerikanischer Offizier
- John Vaughan Thompson (1779–1847), britischer Zoologe und Botaniker
- John W. Thompson (* 1949), US-amerikanischer Manager
- Jon Thompson (1936–2016), britischer Künstler und Kurator
- Jordan Thompson (* 1994), australischer Tennisspieler
- Jordan Thompson (Fußballspieler) (* 1997), nordirischer Fußballspieler
- Joseph Thompson, Schauspieler
- Joseph-Antonio Thompson (1896–1974), kanadischer Organist, Chorleiter und Musikpädagoge
- Joseph Bryan Thompson (1871–1919), US-amerikanischer Politiker
- Josephine Pullein-Thompson († 2014), britische Schriftstellerin
- Josh Thompson (Biathlet) (* 1962), US-amerikanischer Biathlet
- Josh Thompson (Sänger) (* 1978), US-amerikanischer Countrysänger
- Josh Thompson (Footballspieler, 1985) (* 1985), US-amerikanischer American-Football-Spieler
- Josh Thompson (Fußballspieler) (* 1991), englischer Fußballspieler
- Joshua Thompson (* 1993), US-amerikanischer Leichtathlet
- Josh Robert Thompson (* 1975), US-amerikanischer Schauspieler
- Josh Thompson (Footballspieler, 1998) (* 1998), US-amerikanischer American-Football-Spieler
- Joshua Thompson (* 1993), US-amerikanischer Mittel- und Langstreckenläufer
- Joy Thompson (* 1923), australische Botanikerin
- Junior Thompson (1937–1978), US-amerikanischer Rockabilly-Musiker
- Justin Thompson (* 1969), australischer Dartspieler
- Justin K. Thompson (* 1974), US-amerikanischer Produktionsdesigner und Filmregisseur

### K
- Kane Thompson (* 1982), samoanischer Rugby-Union-Spieler
- Kareem Streete-Thompson (* 1973), US-amerikanischer Leichtathlet
- Katarina Johnson-Thompson (* 1993), britische Leichtathletin
- Kate Thompson (Schriftstellerin, 1956) (* 1956), englische Schriftstellerin und Fiddlespielerin
- Kate Thompson (Schriftstellerin, 1959) (* 1959), nordirische Schriftstellerin und Schauspielerin
- Kay Thompson (1908–1998), US-amerikanische Sängerin, Arrangeurin, Komponistin, Schauspielerin und Schriftstellerin
- Keith Thompson (Fußballspieler) (* 1965), englischer Fußballspieler
- Keith Thompson (Drehbuchautor), australischer Drehbuchautor und Produzent
- Kemel Thompson (* 1974), jamaikanischer Leichtathlet
- Ken Thompson (* 1943), US-amerikanischer Informatiker
- Kenan Thompson (* 1978), US-amerikanischer Schauspieler und Comedian
- Kenneth Thompson (Eishockeyspieler) (1881–1933), britischer Eishockeyspieler
- Kenneth Thompson (Schauspieler) (1899–1967), US-amerikanischer Schauspieler
- Kenneth Thompson, 1. Baronet (1909–1984), britischer Unternehmer und Politiker
- Kenneth Thompson (* 1943), US-amerikanischer Informatiker, siehe Ken Thompson
- Kenneth George Thompson († 1975), englischer Bischof
- Kenneth W. Thompson (1921–2013), US-amerikanischer Politikwissenschaftler
- Kenny Thompson (* 1985), belgischer Fußballspieler
- Kevin Thompson (Musikpädagoge) (Kit Thompson), britischer Musiker, Musikpädagoge und Hochschullehrer
- Kevin Thompson (Schauspieler), US-amerikanischer Schauspieler
- Kevin Thompson (Szenenbildner), US-amerikanischer Szenenbildner
- Kevin Thompson (Basketballspieler) (Kevin Lamont Thompson; * 1971), US-amerikanischer Basketballspieler
- Kevin Thompson (Footballspieler) (Kevin James Thompson; * 1977), US-amerikanischer American-Football-Spieler
- Kevin Thompson (Baseballspieler) (Kevin Deshawn Thompson; * 1979), US-amerikanischer Baseballspieler
- Kiera Thompson, britische Schauspielerin
- Kishane Thompson (* 2001), jamaikanischer Leichtathlet
- Klay Thompson (* 1990), US-amerikanischer Basketballspieler
- Kristin Thompson (* 1950), US-amerikanische Filmtheoretikerin und Autorin

### L
- LaMarcus Adna Thompson (1848–1919), US-amerikanischer Achterbahnkonstrukteur
- Larry Thompson (* 1945), US-amerikanischer Jurist und Wirtschaftsmanager
- Launt Thompson (1833–1894), US-amerikanischer Bildhauer
- Lea Thompson (* 1961), US-amerikanische Schauspielerin
- Lee Thompson (Baseballspieler) (1898–1963), US-amerikanischer Baseballspieler
- Lee Thompson (Musiker) (* 1957), britischer Saxophonist
- Lee Thompson (Fußballspieler) (* 1982), englischer Fußballspieler
- Lee Thompson (Leichtathlet) (* 1997), britischer Leichtathlet
- Les Thompson (* um 1920), US-amerikanischer Jazzmusiker
- Lesley Thompson (* 1959), kanadische Ruderin
- Leslie Thompson (1901–1987), jamaikanisch-britischer Jazzmusiker
- Leslie Thompson (Skilangläuferin) (* 1963), US-amerikanische Skilangläuferin
- Leo Thompson (um 1908–1987), englischer Tischtennisspieler
- Leopoldo Thompson (1890–1925), argentinischer Kontrabassist, Gitarrist und Tangokomponist
- Lexi Thompson (* 1995), US-amerikanische Golfsportlerin
- Lincoln Thompson (1949–1999), jamaikanischer Musiker
- Linda Thompson (Folksängerin) (* 1947), britische Folksängerin und Songschreiberin
- Linda Thompson (Schauspielerin) (* 1950), US-amerikanische Schauspielerin und Liedtexterin
- Linda G. Thompson (* 1948), deutsche Popsängerin
- Lindsay Thompson (1923–2008), australischer Politiker
- Lisa Thompson, australische Szenenbildnerin
- Llewellyn E. Thompson (1904–1972), US-amerikanischer Diplomat
- Logan Thompson (* 1997), kanadischer Eishockeytorwart
- Lonnie G. Thompson (* 1948), US-amerikanischer Paläoklimatologe
- Lovísa Thompson (* 1999), isländische Handballspielerin
- Lucky Thompson (1924–2005), US-amerikanischer Jazzmusiker
- Ludwig Alfons August von Thompson (1823–1904), deutscher Generalmajor
- Luke Thompson (Musiker, 1928) (1928–2019), US-amerikanischer Musiker, Bandleader und Instrumentenbauer
- Luke Thompson (Rugbyspieler, 1981) (* 1981), japanischer Rugby-Union-Spieler
- Luke Thompson (Schauspieler) (* 1988), britischer Schauspieler
- Luke Thompson (Musiker, II), neuseeländischer Musiker und Singer-Songwriter
- Luke Thompson (Rugbyspieler, 1995) (* 1995), englischer Rugby-League-Spieler
- Luke Thompson (Rennfahrer) (* 1998), irischer Automobilrennfahrer
- Lydia Thompson (1838–1908), britische Tänzerin

### M
- M. Jeff Thompson (1826–1876), US-amerikanischer General
- Madeleine Thompson (* 1990), US-amerikanische Fußballspielerin
- Malachi Thompson (1949–2006), US-amerikanischer Jazztrompeter
- Margaret Thompson (1911–1992), amerikanische Numismatikerin
- Marielle Thompson (* 1992), kanadische Freestyle-Skierin
- Marjorie Thompson (1954–2014), US-amerikanische Biologin
- Marjorie J. Thompson (* 1953), US-amerikanische presbyterianische Pastorin und Autorin
- Marc Thompson (* 1953), US-amerikanischer Radrennfahrer

- Mark Thompson (Medienmanager) (* 1957), britischer Medienmanager
- Mark Thompson (Leichtathlet) (* 1967), jamaikanischer Hürdenläufer
- Mark R. Thompson (* 1960), US-amerikanischer Politikwissenschaftler
- Marshall Thompson (1925–1992), US-amerikanischer Schauspieler
- Mary Thompson (* um 1945), schottische Badmintonspielerin
- Mary E. Thompson (* 1944), kanadische Mathematikerin und Hochschullehrerin
- Mary Harris Thompson (1829–1895), US-amerikanische Ärztin und Hochschullehrerin
- Matthew Thompson (Meuterer) (um 1750–1790), britischer Seemann und Meuterer
- Matthew Brian Thompson (* 1982), australischer Fußballspieler, siehe Matt Thompson
- Maurice Thompson (1844–1901), US-amerikanischer Schriftsteller
- Max Thompson (Soldat) (1922–1996), US-amerikanischer Soldat, Träger der Medal of Honor
- Max Thompson (Fußballspieler, 1956) (* 1956), englischer Fußballspieler
- Max Thompson (Nordischer Kombinierer) (* 1984), kanadischer Nordischer Kombinierer
- Max Thompson (Fußballspieler, 2002) (* 2002), englischer Fußballspieler
- Max Clyde Thompson (* 1936), US-amerikanischer Vogelkundler
- Mayo Thompson (* 1944), US-amerikanischer Musiker und Bildender Künstler
- Melvin E. Thompson (1903–1980), US-amerikanischer Politiker (Georgia)
- Michael Thompson (Sozialwissenschaftler) (* 1937), britischer Sozialwissenschaftler
- Michael Thompson (Gitarrist) (* 1954), US-amerikanischer Gitarrist
- Michael Thompson (Hornist) (* 1954), britischer Hornist
- Michael Thompson (Keyboarder) (* 1954), US-amerikanischer Keyboarder
- Michael Thompson (Sportschütze) (* 1956), US-amerikanischer Sportschütze
- Michael Thompson (Karateka) (* 1962), englischer Karateka
- Michael Thompson (Footballspieler) (* 1977), US-amerikanischer American-Football-Spieler
- Michael Thompson (Golfspieler) (* 1985), US-amerikanischer Golfspieler
- Michael Thompson (Basketballspieler) (* 1989), US-amerikanischer Basketballspieler
- Michael Thompson (Radsportler) (* 1995), britischer Radsportler
- Michael Thompson (Chemiker), britischer Chemiker
- Michael Thompson (Curler), englischer Curler
- Michael Thompson (Fotograf), US-amerikanischer Fotograf
- Michael Thompson (Philosoph), US-amerikanischer Philosoph
- Michael C. Thompson, US-amerikanischer Offizier und Regierungsbeamter
- Mickey Thompson (1928–1988), US-amerikanischer Autorennfahrer und Funktionär
- Miguel Thompson (* 2001), bahamaischer Fußballspieler
- Mike Thompson (* 1951), US-amerikanischer Politiker (Demokraten)
- Mildred Thompson (1936–2003), US-amerikanische Künstlerin und Hochschullehrerin
- Milton O. Thompson (1926–1993), Lieutenant Commander der United States Navy und NASA-Astronaut
- Molly Thompson-Smith (* 1997), britische Sportkletterin
- Mychal Thompson (* 1955), bahamaischer Basketballspieler

### N
- Nate Thompson (* 1984), US-amerikanischer Eishockeyspieler
- Nick Thompson (* 1981), US-amerikanischer Kampfsportler
- Nikeata Thompson (* 1980), deutsch-britische Tänzerin, Choreografin und Schauspielerin

### O
- Obadele Thompson (* 1976), Leichtathlet aus Barbados
- Oscar Thompson Filho (1910–1975), brasilianischer Agraringenieur und Landwirtschaftsminister
- Owen Thompson (* 1978), britischer Politiker

### P
- Pat Thompson (* 1972), kanadischer Eishockeyspieler
- Patrick Thompson (Schauspieler), Schauspieler und Drehbuchautor
- Patrick Thompson, bekannt als Dirtsman (1966–1993), jamaikanischer Dancehall-Musiker
- Paul Thompson (Eishockeyspieler, 1906) (1906–1991), kanadischer Eishockeyspieler und -trainer
- Paul Thompson (Sinologe) (1931–2007), britischer Sinologe
- Paul Thompson (Regisseur) (* 1940), kanadischer Theaterregisseur
- Paul Thompson (Musiker) (* 1951), englischer Drummer
- Paul Thompson (Eishockeytrainer) (* 1968), britischer Eishockeytrainer
- Paul Thompson (Eishockeyspieler, 1988) (* 1988), US-amerikanischer Eishockeyspieler
- Pauline Davis-Thompson (* 1966), bahamaische Leichtathletin
- Pearl Thompson (Porl Thompson; * 1957), englischer Gitarrist und Kunstmaler
- Peter Thompson (Fußballspieler, 1942) (1942–2018), englischer Fußballspieler
- Peter Thompson (Unternehmer), irischer Rennstallgründer
- Peter Thompson (Kameramann), Kameramann
- Peter Thompson (Fußballspieler, 1984) (* 1984), nordirischer Fußballspieler
- Peter Thompson (Radsportler) (* 1986), australischer Radrennfahrer
- Phil Thompson (* 1954), englischer Fußballspieler
- Philip Thompson (Politiker) (1789–1836), US-amerikanischer Politiker (Kentucky)
- Philip B. Thompson (1845–1909), US-amerikanischer Politiker
- Philip Bernard Thompson (* 1954), englischer Fußballspieler, siehe Phil Thompson
- Philip R. Thompson (1766–1837), US-amerikanischer Politiker

### R
- Randall Thompson (1899–1984), US-amerikanischer Komponist und Musikpädagoge
- Rasheen Thompson (* 2002), anguillanischer Fußballspieler
- Raymond Thompson (Schwimmer) (1911–1999), US-amerikanischer Schwimmer
- Raymond Thompson (Filmproduzent) (1949–2025), neuseeländischer Filmproduzent, Drehbuchautor und Regisseur
- Raymond Thompson (Rennrodler) (* 1989), britischer Rennrodler
- Reece Thompson (* 1988), kanadischer Schauspieler
- Reginald Campbell Thompson (1876–1941), britischer Archäologe und Epigraphiker
- Reuben Thompson (* 2001), neuseeländischer Radrennfahrer
- Ria Thompson (* 1997), australische Ruderin
- Richard Thompson (1745–1820), englischer Adliger, Mitglied der Society of Dilettanti
- Richard Thompson (Animator) (1914–1998), US-amerikanischer Animator
- Richard Thompson (Musiker) (* 1949), britischer Folkrockmusiker
- Richard Thompson (Autor) (* 1951), kanadischer Kinderbuchautor
- Richard Thompson (Kunsthistoriker) (* 1953), britischer Kunsthistoriker
- Richard Thompson (Comiczeichner) (1957–2016), US-amerikanischer Comiczeichner
- Richard Thompson (Leichtathlet) (* 1985), Sprinter aus Trinidad und Tobago
- Richard Campbell Thompson, britischer Archäologe
- Richard F. Thompson (1930–2014), US-amerikanischer Neuropsychologe
- Richard H. Thompson (1926–2016), US-amerikanischer Offizier, General der US-Army
- Richard W. Thompson (1809–1900), US-amerikanischer Politiker
- Ron Thompson (1953–2020), US-amerikanischer Bluesmusiker
- Robert Thompson (Medienhistoriker) (Robert J. Thompson; * 1959), US-amerikanischer Medienhistoriker
- Robert A. Thompson (Robert Augustine Thompson; 1805–1876), US-amerikanischer Politiker
- Robert E. Thompson (1924–2004), US-amerikanischer Drehbuchautor und Fernsehproduzent
- Robert F. Thompson (* 1971), US-amerikanischer Politiker
- Robert Mitchell Thompson (1918–1967), kanadischer Mineraloge
- Robin Thompson (1931–2003), irischer Rugby-Union-Spieler
- Robynne Thompson (* 1991), kanadische Skeletonsportlerin
- Rocky Thompson (Golfspieler) (Hugh Delane Thompson; 1939–2021), US-amerikanischer Golfspieler
- Rocky Thompson (Footballspieler) (Ralph Gary Symonds-Thompson; * 1947), bermudianischer American-Football-Spieler
- Rocky Thompson (Eishockeyspieler) (Rocky Lee Thompson; * 1977), kanadischer Eishockeyspieler und -trainer
- Roy Thompson (1933–2021), jamaikanischer Polizeichef
- Roy Thompson Jr. († 2014), US-amerikanischer Armeeoffizier und Dokumentarfilmdarsteller
- Ruth Thompson (1887–1970), US-amerikanische Politikerin
- Ruth Plumly Thompson (1891–1976), US-amerikanische Schriftstellerin
- Ryan Thompson (Fußballspieler, 1985) (* 1985), jamaikanischer Fußballtorwart und -trainer
- Ryan Thompson (Basketballspieler) (* 1988), US-amerikanischer Basketballspieler
- Ryan Thompson (Fußballspieler, 1994) (* 1994), englischer Fußballspieler

### S
- Sada Thompson (1929–2011), US-amerikanische Schauspielerin
- Sam Thompson (1860–1922), US-amerikanischer Baseballspieler
- Sam Thompson (Tennisspieler) (* 1993), australischer Tennisspieler
- Sarah Thompson (* 1979), US-amerikanische Schauspielerin
- Scott Thompson (* 1959), kanadischer Schauspieler
- Scottie Thompson (* 1981), US-amerikanische Schauspielerin
- Sergio Thompson (* 1989), panamaischer Fußballspieler
- Shaq Thompson (* 1994), US-amerikanischer American-Football-Spieler
- Shelley Thompson (* 1984), deutsche Fußballspielerin
- Silvanus Phillips Thompson (1851–1916), englischer Physiker
- Simon Thompson, Friseur
- Skylar Thompson (* 1997), US-amerikanischer American-Football-Spieler
- Smith Thompson (1768–1843), US-amerikanischer Richter
- Sonny Thompson (Alphonso Thompson; 1922–1989), US-amerikanischer Pianist, Songwriter, Musikproduzent und Bandleader
- Sophie Thompson (* 1962), britische Schauspielerin
- Soren Thompson (* 1981), US-amerikanischer Fechter
- Stanley Thompson (1893–1953), kanadischer Golfarchitekt
- Stanley G. Thompson (1912–1976), US-amerikanischer Nuklearchemiker
- Stephen Thompson (Autor) (* 1967), britischer Dramatiker und Drehbuchautor
- Stephen Thompson (Basketballspieler) (* 1968), US-amerikanischer Basketballspieler
- Stephen Thompson (Schauspieler), US-amerikanischer Schauspieler
- Stephen Thompson (Kampfsportler) (* 1983), US-amerikanischer MMA-Kämpfer
- Stephen S. Thompson († 2022), Autor
- Steve M. Thompson (* 1944), US-amerikanischer Politiker
- Steve Thompson (Footballspieler) (* 1945), US-amerikanischer American-Football-Spieler
- Steve Thompson (Fußballspieler, 1955) (* 1955), englischer Fußballspieler und -trainer
- Steve Thompson (Fußballspieler, 1963) (* 1963), englischer Fußballspieler und -trainer
- Steve Thompson (Fußballspieler, 1964) (* 1964), englischer Fußballspieler und -trainer
- Steve Thompson (Fußballspieler, 1972) (* 1972), englischer Fußballspieler
- Steve Thompson (Fußballspieler, 1978) (* 1978), schottischer Fußballspieler
- Steve Thompson (Rugbyspieler) (* 1978), britischer Rugbyspieler
- Steve Thompson (Fußballspieler, 1989) (* 1989), englischer Fußballspieler
- Steve Thompson (Musikproduzent), US-amerikanischer Musikproduzent
- Steve Thompson (Rennfahrer)
- Steven Thompson (Fußballspieler, 1963) (* 1963), englischer Fußballspieler und -trainer
- Steven Thompson (Bocciaspieler), US-amerikanischer Bocciaspieler
- Steven Thompson (Fußballspieler, 1978) (* 1978), schottischer Fußballspieler
- Stith Thompson (1885–1976), US-amerikanischer Volkskundler
- Sue Thompson (1925–2021), US-amerikanische Sängerin
- Susanna Thompson (* 1958), US-amerikanische Schauspielerin
- Syd’Quan Thompson (* 1987), US-amerikanischer American-Football-Spieler

### T
- T. Ashton Thompson (1916–1965), US-amerikanischer Politiker
- T. Eugene Thompson († 2015), US-amerikanischer Krimineller
- Tade Thompson, britisch-nigerianischer Autor
- Tage Thompson (* 1997), US-amerikanischer Eishockeyspieler
- Tanni Grey-Thompson, Baroness Grey-Thompson (* 1969), britische Leichtathletin
- Teddy Thompson (* 1976), britischer Folk-Rock-Musiker und Musikproduzent
- Tessa Thompson (* 1983), US-amerikanische Schauspielerin
- Thomas Thompson (Schiedsrichter) (1902–1981), englischer Fußballschiedsrichter
- Thomas Thompson (Schriftsteller) (1933–1982), US-amerikanischer Schriftsteller
- Thomas Everett Thompson (1933–1990), britischer Malakologe
- Thomas L. Thompson (* 1939), US-amerikanischer Theologe
- Thomas B. Thompson, Verwalter von Sierra Leone 1787
- Thomas Larkin Thompson (1838–1898), US-amerikanischer Politiker
- Thomas W. Thompson (1766–1821), US-amerikanischer Politiker
- Tim Thompson (1913–1989), australischer Badmintonspieler
- Tina Thompson (* 1975), US-amerikanische Basketballspielerin
- Tiny Thompson (1903–1981), kanadischer Eishockeytorwart
- Tolly Thompson (* 1973), US-amerikanischer Ringer
- Tommy Thompson (Tommy George Thompson; * 1941), US-amerikanischer Politiker
- Tommy Thompson (Fußballspieler, 1903) (1903–1968), englischer Fußballspieler
- Tommy Thompson (Fußballspieler, 1928) (Thomas Thompson; 1928–2015), englischer Fußballspieler
- Tommy Thompson (Fußballspieler, 1938) (Thomas William Thompson; * 1938), englischer Fußballspieler
- Tommy Thompson (Fußballspieler, 1995) (Thomas Palmer Thompson; * 1995), US-amerikanischer Fußballspieler
- Tony Thompson (Musiker) (1954–2003), US-amerikanischer Schlagzeuger
- Tony Thompson (Boxer) (* 1971), US-amerikanischer Boxer
- Tony Thompson (Tennisspieler) (* 1981), bahamaischer Tennisspieler
- Tracey Thompson (* 1963), südafrikanische Badmintonspielerin
- Tristan Thompson (* 1991), kanadischer Basketballspieler

### U
- Uncle Jimmy Thompson (1848–1931), US-amerikanischer Country-Musiker

### V
- Virginia Thompson (Politikwissenschaftlerin) (1903–1990), amerikanische Politikwissenschaftlerin
- Virginia Thompson (Eiskunstläuferin), kanadische Eiskunstläuferin

### W
- W. Wardlaw Thompson, südafrikanischer Fischkundler
- Waddy Thompson (1798–1868), US-amerikanischer Politiker
- Walter Thompson (1903–1975), US-amerikanischer Filmeditor
- Walter Thompson (Komponist) (* 1952), US-amerikanischer Komponist und Improvisationsmusiker
- Wells Thompson (* 1983), US-amerikanischer Fußballspieler
- Wendy Thompson (* 1946), kanadische Eisschnellläuferin
- Wilbur Thompson (1921–2013), US-amerikanischer Leichtathlet
- Wiley Thompson (1781–1835), US-amerikanischer Politiker
- William Thompson (Philosoph) (1775–1833), irischer Philosoph
- William Thompson (Zoologe) (1805–1852), irischer Zoologe
- William Thompson (Boxer) (1811–1880), britischer Boxer
- William Thompson (Politiker) (1813–1897), US-amerikanischer Politiker
- William Thompson (Fotograf), britischer Unterwasserfotograf
- William Thompson (Revolverheld) (um 1845–1897), britisch-amerikanischer Revolverheld
- William Thompson (Bogenschütze) (1848–1918), US-amerikanischer Bogenschütze
- William Thompson (Fußballspieler, I), irischer Fußballspieler
- William Thompson (Fußballspieler, II), schottischer Fußballspieler
- William Thompson (Skisportler) (1905–1994), kanadischer Skilangläufer und Nordischer Kombinierer
- William Thompson (Ruderer) (1908–1956), US-amerikanischer Ruderer
- William Thompson (Fußballspieler, 1910) (1910–??), englischer Fußballspieler
- William Thompson (Anwalt), US-amerikanischer Anwalt
- William Thompson (Fußballspieler, 1921) (1921–1986), englischer Fußballspieler
- William Francis Thompson (1888–1965), US-amerikanischer Fischkundler
- William George Thompson (1830–1911), US-amerikanischer Politiker
- William Hale Thompson (1869–1944), US-amerikanischer Politiker
- William Henry Thompson (1853–1937), US-amerikanischer Politiker
- William Howard Thompson (1871–1928), US-amerikanischer Politiker
- William John Thompson (1939–2010), britischer Politiker
- William Randall Thompson (* 1946), US-amerikanischer Politikwissenschaftler
- Don Thompson (Saxophonist) (1932–2004),  kanadischer Jazz-Saxophonist, Komponist und Arrangeur
- Willie Thompson (1939–2023), britischer Historiker und Politiker

### Y
- Yanique Thompson (* 1996), jamaikanische Hürdenläuferin

### Z
- Zaire Thompson (* 1995), deutscher Basketballspieler